# Giuseppine della Santissima Trinità
Le Giuseppine della Santissima Trinità (in spagnolo Josefinas de la Santísima Trinidad) sono un istituto religioso femminile di diritto pontificio: le suore di questa congregazione pospongono al loro nome la sigla J.S.T.

## Storia
Le origini della congregazione risalgono a una comunità di donne di vita comune che si dedicavano alle opere di carità a Plasencia sotto la direzione del canonico Eladio Mozas Santamera.
Il 18 febbraio 1886 quattordici donne della comunità vestirono l'abito religioso, dando inizio alla congregazione.
L'istituto ricevette il pontificio decreto di lode il 16 gennaio 1933.

## Attività e diffusione
Le suore si dedicano all'istruzione e all'educazione cristiana della gioventù e alle opere di beneficenza.
Oltre che in Spagna, sono presenti in India, Cile, El Salvador, Honduras, Messico e Perù; la sede generalizia è a Barcellona.
Alla fine del 2008 la congregazione contava 168 religiose in 30 case.